# EBIT
De EBIT (Engels: earnings before interest and tax) is een maatstaf voor de operationele inkomsten van een onderneming voor aftrek van rente (interest) en belasting (tax). Het wordt gedefinieerd als de omzet minus de kosten van gewone bedrijfsuitoefening, exclusief financiële baten en lasten en belastingen.
In het Nederlands bestaat het vergelijkbare begrip courant resultaat of bedrijfsresultaat.
De EBIT kan vooral gebruikt worden om de operationele prestaties van verschillende bedrijven met elkaar te vergelijken. Het wordt veelal gebruikt om de waarde van een onderneming te bepalen, hetgeen van belang is voor aandeelhouders van een beursgenoteerde onderneming.
Vergelijkbare kengetallen zijn de EBITDA (Earnings Before Interest, Tax, Depreciation and Amortization), de EBITA (Earnings Before Interest, Tax and Amorisation) en de EBT (Earning Before Taxes).